# Ziccum
Ziccum AB är ett tidigare börsnoterat svenskt läkemedelsföretag som bedrev utveckling och försäljning av medicintekniska produkter, främst med inriktning mot en patenterad torkningsteknologi.

## Historia och affärsidé
Ziccum grundades år 2017 som en avknoppning från Inhalation Sciences Sweden AB och särnoterades på handelsplatsen Spotlight Stock Market under 2018. Huvudkontoret låg i Lund.
Bolagets affärsidé var att minimera dyra och opraktiska kyl- och frystransporter och förvaring genom att torka biologiska läkemedel (främst med inriktning mot vaccin) med en skonsam, patenterad teknik kallad Laminar Pace. Därigenom erhölls en stabil produkt som varken behövde frysas eller kylas under förvaring och distribution och som man menade därmed kunde öka tillgängligheten för vaccin då man inte – som det vid tiden rådande – behövde bli beroende av en "obruten kylkedja".
Man menade också att det stora svinn som blir redan i samband med produktionen av vaccin, med till exempel frystorkning, skulle minska i och med den stabila produkt bolaget kunde få fram via lufttorkning.
Ziccum, vars namn kommer från latinets "siccum" (att torka), hade samarbeten med flera läkemedelsbolag och ytterligare andra på teoretisk nivå.
Ziccum AB handlades från december 2020 – januari 2025 på NASDAQ OMX Stockholm First North med tickern ZICC.
Efter att man trots utmärkta resultat från både interna och externa tester av bolagets torkningsteknik misslyckats med att få något större läkemedelsbolag att gå vidare med fortsatta tester, och sedan att bolagets största ägare inte velat bidra med mer kapital, tvingades man i januari 2025 att ansöka om konkurs.